# ChemDraw
ChemDraw(캠드로우)는 1985년에 David A. Evans와 Stewart Rubenstein에 의해 개발된 분자 편집기(molecule editor)이며 그 이후에는 화학 정보학 회사인 CambridgeSoft에 의해 개발되고 있다. CambridgeSoft는 2011년에 PerkinElmer에 팔렸다. ChemDraw는 Chem3D와 ChemFinder와 함께 ChemOffice 스위트를 구성하며 매킨토시와 마이크로소프트 윈도우에서 사용 가능하다. 2013년에는 아이패드용 버전도 나왔다.